# 爱沙尼亚境内的苏联游击队
爱沙尼亚境内的苏联游击队是指第二次世界大戰德军占领爱沙尼亚期间，爱沙尼亚境内的苏联共产党游击队。他們曾试图在发起游击战。由于爱沙尼亚当地人基本上很痛恨苏联政府，所以代表苏联在爱沙尼亚活动的游击队並沒有得到多少人支持，最终一败涂地。苏方派入爱沙尼亚境内的游击队中的绝大部分都被爱沙尼亚地方民兵抓获或消滅。

## 背景
苏联占领爱沙尼亚一年后，德苏开战。1941年7月到12月，德军在爱沙尼亚游击队的协助下肃清了愛沙尼亞境内的苏联武装。德方在劫掠与屠杀方面比较克制，但也会对武装反抗施以报复，烧毁村庄，犯下罪行。德占爱沙尼亚领土被并入東方專員轄區。在爱沙兰总管区，德方成立了由德国人控制的政府，组建了一支受德国人控制的爱沙尼亚警察。
苏联游击队則经常抢劫富农，這激起了德军的报复。在立陶宛，苏联游击队算不上十分活跃，兵力只有约5000，在拉脫維亞，他们甚至更隐蔽，而且主要在拉特加爾地区活动，而在爱沙尼亚，在战争的绝大部分时间里，这里的苏联游击队是波罗的海三国中最不活跃的，截至1944年，只有234名游击队员在爱沙尼亚作战，而且其中无一人是志愿者，他們要么是內務人民委員部成员，要么是苏联红军人员。游击队员们发现，想要在爱沙尼亚境内建立永固基地根本不可能，曾有一人在报告中如此写道，“哪怕村子里只住着一个爱沙尼亚人，我们都得倍加小心”。实际上，在爱沙尼亚境内活动的苏联游击武装的兵力都很少，一般都包含有从苏联派过来的空降兵，但他们在爱沙尼亚的作战从未达到过立陶宛境內蘇聯游击队的規模。
1941-1944年间，共有约1500名苏联游击队员曾在爱沙尼亚作战，其中有很多都被纳粹德国占领军及当地人所击杀。
在爱沙尼亚的苏联游击队员中有超过500人被授予过苏联的国家勋奖。其中有两人在死后被追授蘇聯英雄称号，获颁金星奖章；另有5人获颁列寧勳章。